# Leonardo Olguín
Leonardo Olguín (Mendoza, 1º dicembre 1975) è un allenatore di tennis ed ex tennista argentino.

## Carriera
Ottenne il suo best ranking in singolare il 15 luglio 2002 con la 180ª posizione, mentre nel doppio divenne il 10 febbraio 2003, il 154º del ranking ATP.
Specialista della terra battuta, vinse in carriera, in singolare, un unico torneo dell'ITF Men's Circuit nel 2001; ciò avvenne all'Argentina Rosario Futures, contro il connazionale Sergio Roitman, sconfitto con il punteggio di 1-6, 6-2, 7-5. Risultati migliori sono stati ottenuti in doppio, con quattro vittorie nel circuito ATP Challenger Series e cinque nell'ITF Men's Circuit, sempre su terra battuta.

## Statistiche

### Tornei minori

#### Singolare

##### Vittorie (1)
| Legenda tornei minori |
| Challenger (0)        |
| Futures (1)           |

| Numero | Data          | Torneo                             | Superficie  | Avversario in finale | Punteggio     |
| 1.     | 27 marzo 2001 | Argentina Rosario Futures, Rosario | Terra rossa | Sergio Roitman       | 1-6, 6-2, 7-5 |

#### Doppio

##### Vittorie (9)
| Legenda tornei minori |
| Challenger (4)        |
| Futures (5)           |

| Numero | Data             | Torneo                                     | Superficie  | Compagno                 | Avversari in finale                   | Punteggio        |
| 1.     | 27 luglio 1998   | Internationaux de Tennis de Toulon, Tolone | Terra rossa | Kepler Orellana          | Roberto Álvarez Pablo Bianchi         | 6-7, 6-3, 6-1    |
| 2.     | 22 maggio 2000   | Argentina Posadas Futures, Posadas         | Terra rossa | Patricio Rudi            | Sebastián Gutiérrez Sebastián Uriarte | 6-2, 6-4         |
| 3.     | 4 settembre 2000 | Hilversum Open, Hilversum                  | Terra rossa | Marcello Wowk            | Pablo Bianchi Daniel Caracciolo       | 7–6(9), 7–6(2)   |
| 4.     | 28 maggio 2001   | Ortenau Open, Oberweier                    | Terra rossa | Martín Vassallo Argüello | Bobbie Altelaar Jan Weinzierl         | 3-6, 6-3, 6-4    |
| 5.     | 9 luglio 2001    | Campinas Challenger, Campinas              | Terra rossa | Edgardo Massa            | José de Armas Flávio Saretta          | 6(6)–7, 6-2, 7-5 |
| 6.     | 13 agosto 2001   | Brasilia Challenger, Brasilia              | Terra rossa | Gastón Etlis             | Gustavo Marcaccio Patricio Rudi       | 6-4, 6-4         |
| 7.     | 19 agosto 2002   | IPP Trophy, Ginevra                        | Terra rossa | Victor Hănescu           | Andrés Schneiter Orlin Stanojčev      | 1-6, 6-4, 6-4    |
| 8.     | 26 agosto 2002   | Black Forest Open, Freudenstadt            | Terra rossa | Diego del Río            | Joan Balcells Jurij Ščukin            | 7–6(2), 6-4      |
| 9.     | 18 novembre 2002 | Uruguay Montevideo Futures, Montevideo     | Terra rossa | Brian Dabul              | Marcel Felder Martín Vilarrubi        | 6-0, 6-2         |